# 伯灵顿 (马萨诸塞州)
伯灵顿（英語：Burlington）是美国马萨诸塞州米德尔塞克斯县的一个镇。